# 安桃樂

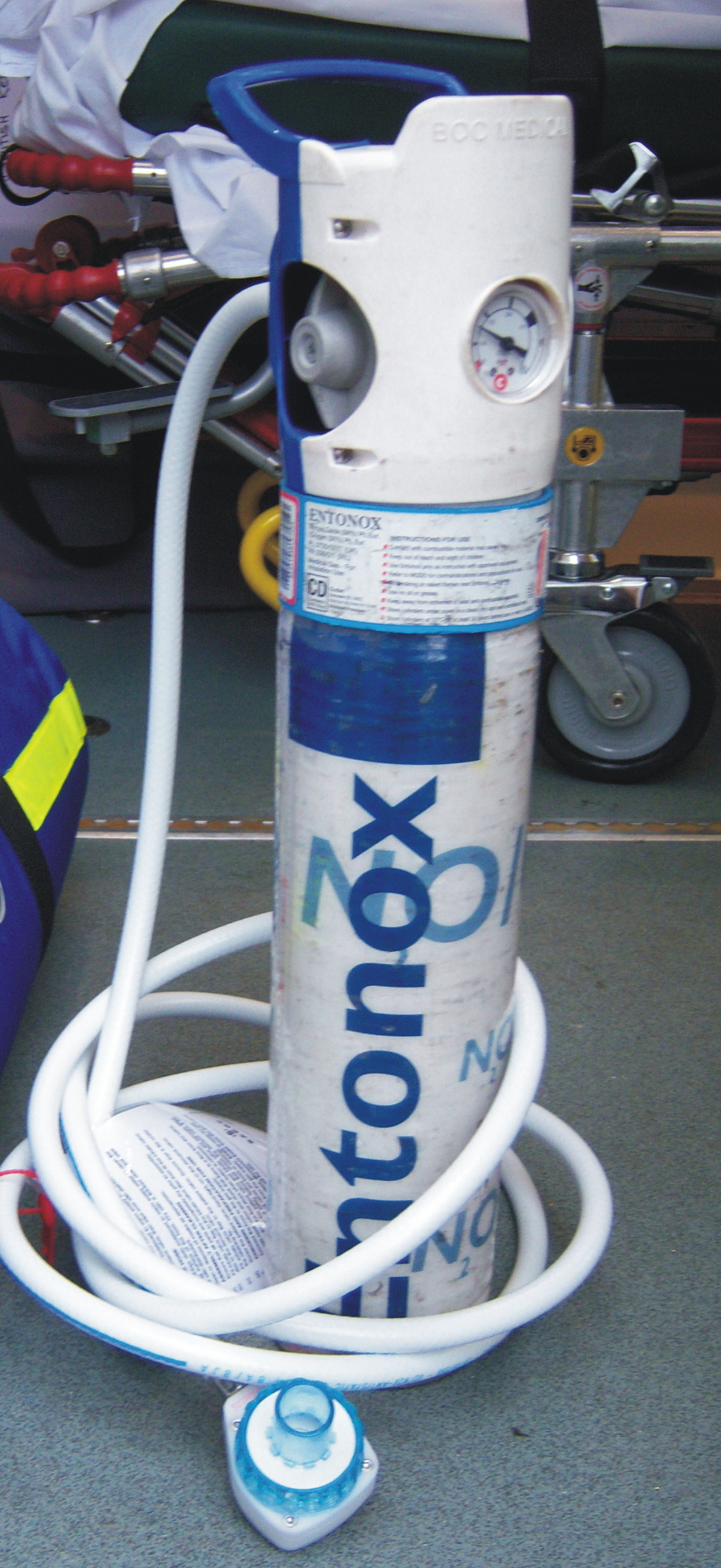
安桃樂氣樽。

安桃樂是一種麻醉氣體，混合了50%的一氧化二氮及50%的氧。在院前急救、分娩及急診中很多時會用上安桃樂。

## 歷史
一氧化二氮作為麻醉用途始於1844年，於1800年代末開始普及。但是缺氧的情況下造成了很多不良的副作用，故加入了最低限度要有21%的氧（與空氣的份量相同）。
於1911年，麻醉師Arthur Ernest Guedel首次描述了使用一氧化二氮及氧的混合。不過這卻仍未被正式使用，直至到了1961年，Michael Tunstall描述了50:50的一氧化二氮及氧的混合後，才開始進行商品化。

## 含量

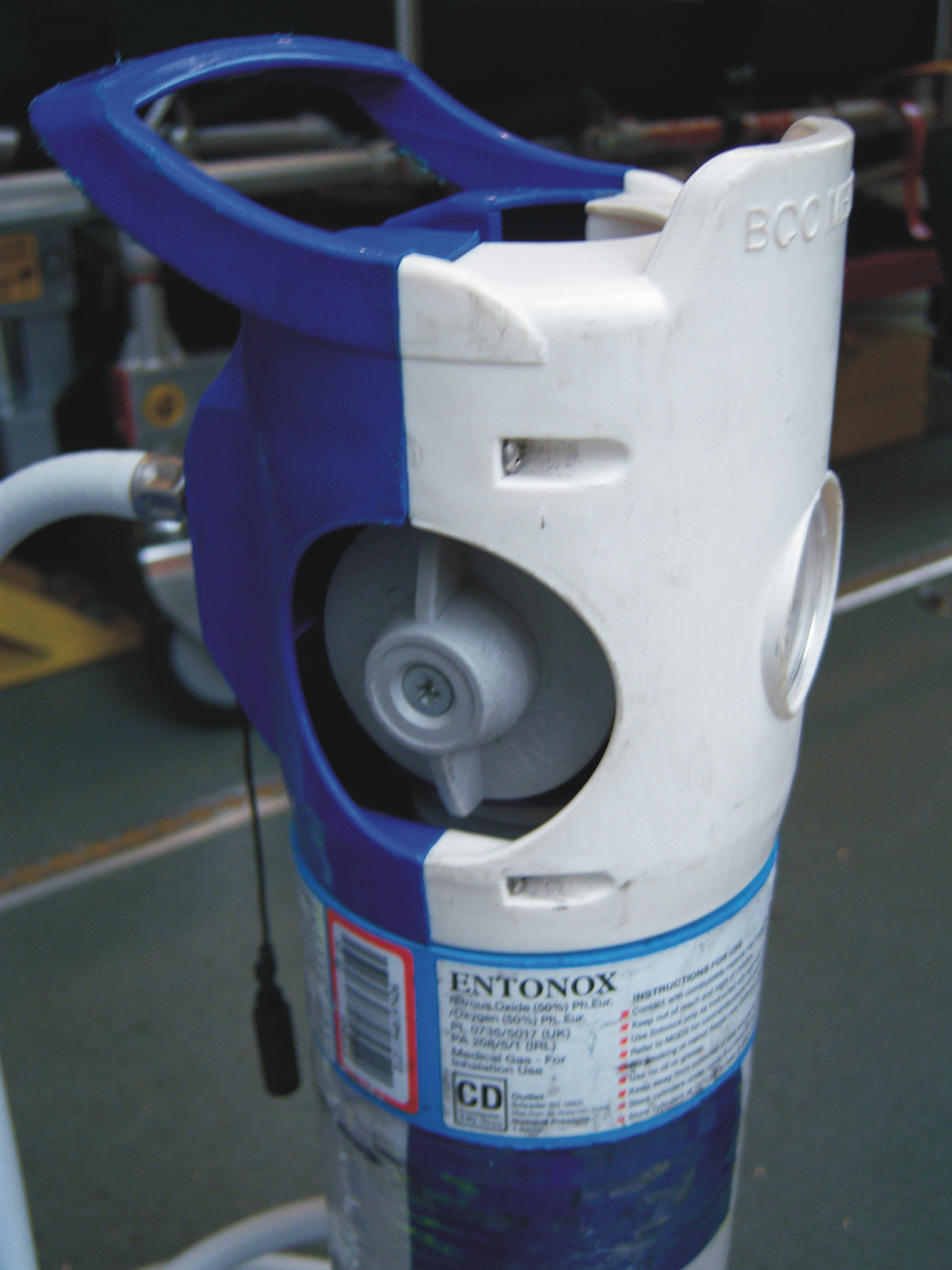
安桃樂氣樽獨特的藍白色外觀。

安桃樂是50%一氧化二氮（N2O）及50%氧（O2）的混合。它們在高壓下的仍能保持氣體狀態是因坡印廷效應。坡印廷效應是將氧氣打入及溶解於液態一氧化二氮中，經過氣化後形成O2／N2O的混合氣體。
持續吸入純一氧化二氮會令人的組織缺氧，加入50%氧氣可以防止此等情況。這兩種氣體於低溫時（低於4℃）會分開，令人吸入缺氧氣體。故此，使用安桃樂前會倒轉氣樽重新混和兩種氣體。

## 供給

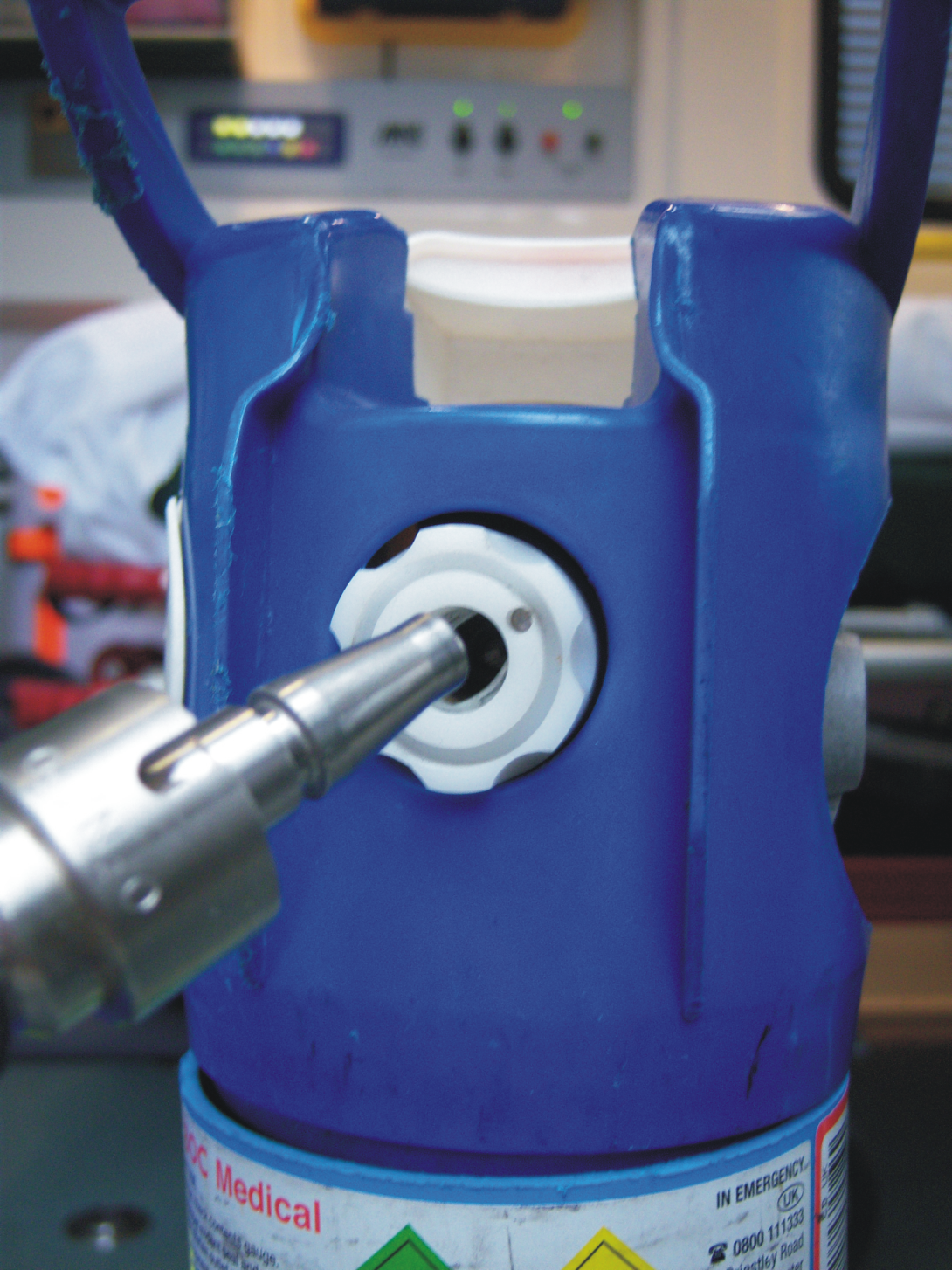
安桃樂氣樽的美式氣嘴。

安桃樂是以需求閥形式自行供氣。自行供氣是安全的，因為當足夠的安桃樂被吸入後，就會引起麻醉功效，病者會逐漸鬆開氣閥，氣量從而下降。所以使用安桃樂並不像其他麻醉氣體般，需要麻醉師在場。

## 功效
一氧化二氮本身已經很活躍，無須改變身體狀況來將之活性化，發動時間約為心臟至腦部的循環時間。最高峰是於供氣後30秒。肺部會自行將一氧化二氮排出身體，並不會積聚，約於60秒後就會對消。安桃樂的麻醉功效強烈，等同皮下注射的15毫克嗎啡。

## 禁忌
一氧化二氮較氧氣及氮氣更可溶，傾向擴散於身體內的氣間。故一氧化二氮不適合使用於有內部阻塞、患有氣胸、中耳或鼻竇疾病的病人，24小時內曾進行水肺潛水或患有激烈性精神病的病人亦不適合。

## 外部連結
- 英國氧氣公司[永久]
- BabyCentre （页面存档备份，存于）